# Rozacrucianism

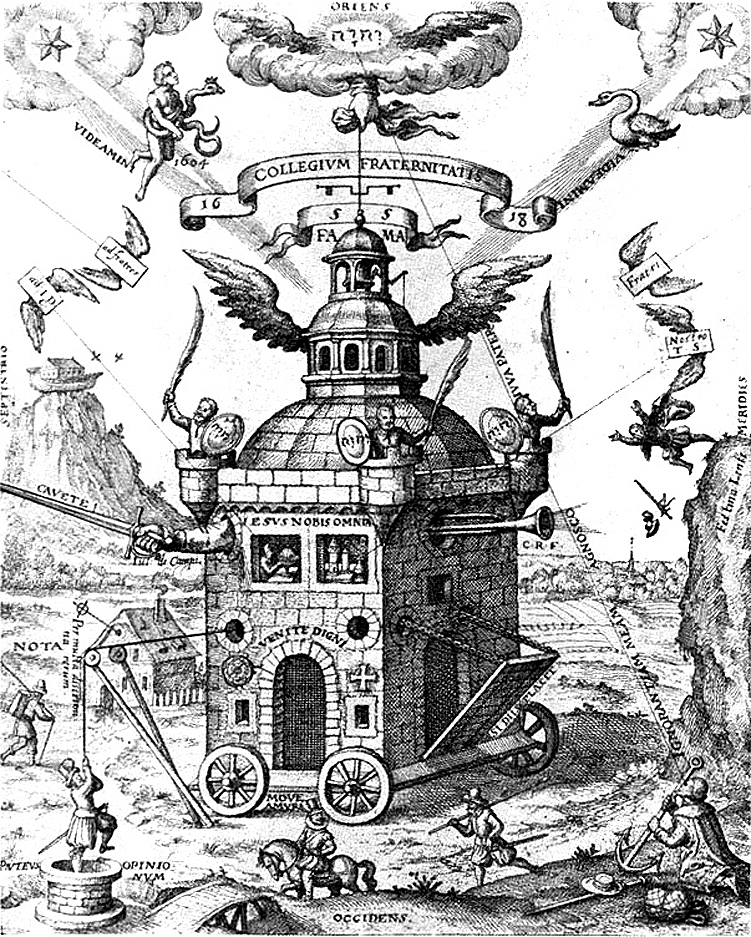
Templul Roza-Cruce, Teophilus Schweighardt Constantiens, 1618.

Rozacrucianismul (sau rozicrucianismul) a fost o mișcare culturală care a apărut în Europa la începutul secolului al XVII-lea, după publicarea mai multor texte care anunțau existența unui ordin ezoteric necunoscut lumii până atunci și au făcut din căutarea cunoașterii acestuia o atracție pentru mulți. Se spune că misterioasa doctrină a ordinului este „bazată pe adevăruri ezoterice ale trecutului antic”, care „ascunse omului obișnuit, asigură o pătrundere a naturii, universului fizic și tărâmului spiritual”. Manifestele nu dau detalii excesive asupra subiectului, dar combină în mod clar referințe la cabală, ermetism și misticism creștin.
Manifestele rozacruciene prevesteau o „reformă universală a omenirii”, prin intermediul unei științe presupusă a fi secretă timp de decenii până când climatul intelectual ar fi putut s-o primească. S-au iscat controverse privind veridicitatea acestora, dacă „Ordinul Rosy Cross” exista așa cum era descris în manifeste, sau dacă întregul demers era o metaforă pentru a deghiza o mișcare cu adevărat existentă, însă într-o altă formă. În anul 1616, Johann Valentin Andreae a denumit-o pompos ca „ludibrium”.
Promițând o transformare spirituală, într-un moment cu multe tulburări, manifestele au fost tentante pentru numeroase persoane în căutare de cunoaștere ezoterică. Filozofi ocultiști din secolul al XVII-lea, precum Michael Maier, Robert Fludd și Thomas Vaughan au fost interesați de viziunea rozacruciană asupra lumii. După istoricul David Stevenson, aceasta a influențat Francmasoneria, în perioada sa incipientă din Scoția. În secolele ulterioare, numeroase societăți ezoterice susțineau că sunt derivate din primii Rozacrucieni. Se distinge de religii, atât de cele monastice cât și de cele vocaționale, ca fiind „cea mai modernă cale de atingere a înțelepciunii”. Rozacrucianismul este simbolizat prin Roza-Cruce (sau Rose-Croix).

## Scurt istoric literar și organizațional
Între anii 1607 și 1616, au fost publicate două manifeste anonime, mai întâi în Kassel, Germania și mai târziu în întreaga Europă. Acestea au fost Fama Fraternitatis RC (Reputația Frăției RC) și Confessio Fraternitatis (Credința Frăției RC).
Fama Fraternitatis a prezentat legenda unui doctor și filozof mistic german numit „Frater C.R.C.” (identificat mai târziu prin Christian Rosenkreutz sau „Roza-cruce”, într-un al treilea manifest). Anul 1378 este prezentat ca fiind anul nașterii „Tatălui nostru Christian” și se precizează că el a trăit 106 ani. După ce a studiat în Orientul Mijlociu îndrumat de câțiva maeștri, posibil după ce a adoptat sufismul, el nu a putut răspândi cunoașterea acumulată, către nicio somitate europeană. În schimb, el a reunit un mic cerc de prieteni sau discipoli și a înființat Ordinul Rozacrucian (se poate deduce că s-ar fi produs în jurul anului 1407).
În timpul vieții lui Rosenkreutz, mitul afirmă că ordinul număra numai opt membri, fiecare doctor și boboc jurat. Fiecare membru jura să vindece bolnavii fără răsplată, să mențină o comuniune secretă și să își găsească un înlocuitor înainte de moarte. Mitul fondator susținea că trei astfel de generații s-au desfășurat între anii, circa 1500 și 1600, o perioadă în care libertatea științifică, filozofică și religioasă crescuse în așa fel încât publicul să poată beneficia de cunoașterea rozacrucienilor, astfel că aceștia căutau oameni capabili.
Mitul fondator a rosicrucienilor a fost creat în anii 1610 de un grup de prieteni denumiți „Societatea Învățată și Creștină”. Primii rosicrucieni „reali” (adică organizații care s-au autointitulat rosicruciene) au apărut abia în secolul XVIII. Până atunci rosicrucianismul exista doar ca opere literare (romane de ficțiune și reacții literare, dintre care unele bigote, la aceste romane).
În 1762 baronul Schoudy a introdus un grad rosicrucian (Cavalerul de Roza-Cruce) în francmasonerie. Prima creare a unui ordin rosicrucian din Germania datează se pare din 1763. Între 1766 și 1774 au apărut cercuri de rosicrucieni. Goethe a fost de asemenea interesat de mitul rosicrucian, scriind versuri pe teme rosicruciene în 1786.